# Dầu Jojoba
Dầu Jojoba là một loại dầu được chiết xuất từ loài thực vật Jojoba (/həˈhoʊbə/ ⓘ, phát âm tiếng Việt là hô-hô-ba), tên khoa học là Simmondsia chinensis, một loại cây (hoặc bụi cây nhỏ) có hạt ăn được ở tây nam Bắc Mỹ. Dầu Jojoba là một chất sáp lỏng. Loại hạt này có đặc tính nhẹ nhàng, không gây kích ứng và là loại dầu giữ ẩm rất nhạy, dễ dàng hấp thụ vào da, giúp nuôi dưỡng da và nó có tác dụng làm se lỗ chân lông rất hiệu quả. Thêm nữa hạt Jojoba có thể điều tiết tuyến nhờn cho da dầu.
Tác dụng của tinh dầu Jojoba giúp chống lão hóa da và nếp nhăn, làm bóng mượt tóc cho tất cả các loại da, chăm sóc cho cơ thể và tóc. Tinh dầu jojoba giàu vitamin E, có tính chất chống oxy hóa, có hiệu quả nâng cơ khi kết hợp mát xa bụng, ngực, đặc biệt là mát xa ngực.
Thường xuyên sử dụng tinh dầu Jojoba để giữ ẩm cơ thể sẽ giúp giữ làn da mềm mại và trẻ trung. Chất giữ ẩm có trong tinh dầu Jojoba tạo ra rào cản chống lại sự mất nước giúp cân bằng độ ẩm trên da và chống lại các tác động của nắng, gió, ô nhiễm môi trường. Ngoài ra bạn còn có thể sử dụng dầu Jojoba cùng các tinh dầu khác để tự pha chế các hỗn hợp thích hợp để bôi lên da, tạo độ ẩm, làm mềm và trẻ hóa làn da.